# Genicanthus takeuchii
Genicanthus takeuchii är en fiskart som beskrevs av Pyle, 1997. Genicanthus takeuchii ingår i släktet Genicanthus och familjen Pomacanthidae. IUCN kategoriserar arten globalt som livskraftig. Inga underarter finns listade i Catalogue of Life.